# Orvillers-Sorel
Pour les articles homonymes, voir Sorel.
Ne doit pas être confondu avec Orvilliers-Saint-Julien ou Orvilliers.
Orvillers-Sorel est une commune française située dans le département de l'Oise en région Hauts-de-France. Elle appartient à l'arrondissement de Compiègne et au canton de Ressons-sur-Matz. Le code postal du village d'Orvillers-Sorel est le 60490 et son code Insee est le 60483.
Ne pas confondre avec la commune d'Orvilliers dans le département des Yvelines.

## Géographie
| Hainvillers | Boulogne-la-Grasse | Conchy-les-Pots                     |
| Mortemer    | Orvillers-Sorel    | Biermont                            |
|             | Cuvilly            | Ricquebourg La Neuville-sur-Ressons |

### Hydrographie
La commune est située dans le bassin Seine-Normandie. Elle n'est drainée par aucun cours d'eau,.

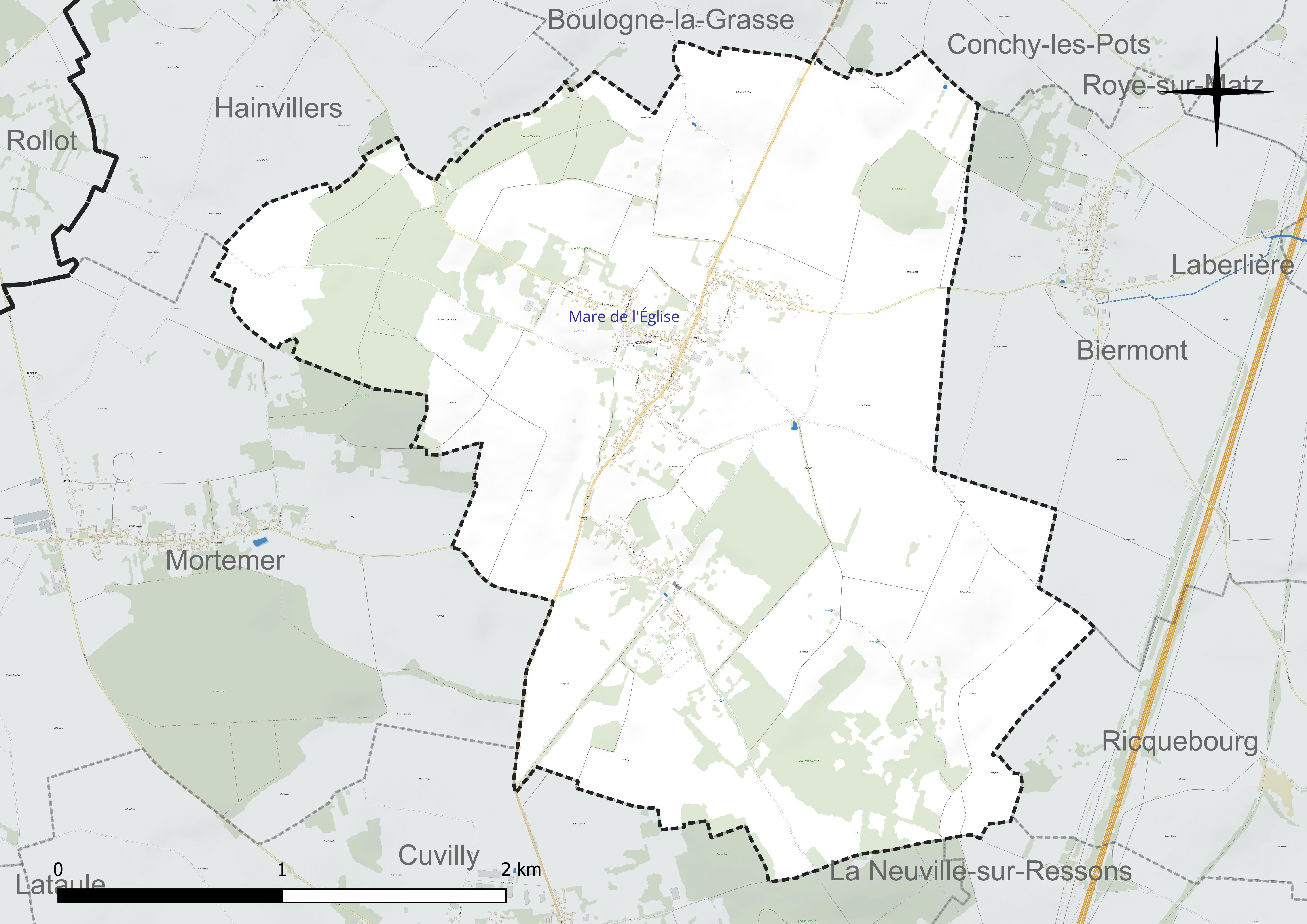
Réseau hydrographique d'Orvillers-Sorel.

Un plan d'eau complète le réseau hydrographique : la mare de l'église (0 ha),.

### Climat
Pour des articles plus généraux, voir Climat des Hauts-de-France et Climat de l'Oise.
En 2010, le climat de la commune est de type climat océanique dégradé des plaines du Centre et du Nord, selon une étude du CNRS s'appuyant sur une série de données couvrant la période 1971-2000. En 2020, Météo-France publie une typologie des climats de la France métropolitaine dans laquelle la commune est exposée à un climat océanique et est dans la région climatique  Nord-est du bassin Parisien, caractérisée par un ensoleillement médiocre, une pluviométrie moyenne régulièrement répartie au cours de l'année et un hiver froid (3 °C). 
Pour la période 1971-2000, la température annuelle moyenne est de 10,6 °C, avec une amplitude thermique annuelle de 14,5 °C. Le cumul annuel moyen de précipitations est de 689 mm, avec 11,2 jours de précipitations en janvier et 8,8 jours en juillet. Pour la période 1991-2020, la température moyenne annuelle observée sur la station météorologique la plus proche, située sur la commune de Godenvillers à 11 km à vol d'oiseau, est de 11,1 °C et le cumul annuel moyen de précipitations est de 701,9 mm,. Pour l'avenir, les paramètres climatiques de la commune estimés pour 2050 selon différents scénarios d'émission de gaz à effet de serre sont consultables sur un site dédié publié par Météo-France en novembre 2022.

## Urbanisme

### Typologie
Au 1er janvier 2024, Orvillers-Sorel est catégorisée commune rurale à habitat dispersé, selon la nouvelle grille communale de densité à sept niveaux définie par l'Insee en 2022.
Elle est située hors unité urbaine. Par ailleurs la commune fait partie de l'aire d'attraction de Compiègne, dont elle est une commune de la couronne,. Cette aire, qui regroupe 101 communes, est catégorisée dans les aires de 50 000 à moins de 200 000 habitants,.

### Occupation des sols
L'occupation des sols de la commune, telle qu'elle ressort de la base de données européenne d'occupation biophysique des sols Corine Land Cover (CLC), est marquée par l'importance des territoires agricoles (71,7 % en 2018), une proportion sensiblement équivalente à celle de 1990 (72,3 %). La répartition détaillée en 2018 est la suivante : 
terres arables (60,1 %), forêts (21,4 %), prairies (11,5 %), zones urbanisées (6,9 %). L'évolution de l'occupation des sols de la commune et de ses infrastructures peut être observée sur les différentes représentations cartographiques du territoire : la carte de Cassini (XVIIIe siècle), la carte d'état-major (1820-1866) et les cartes ou photos aériennes de l'IGN pour la période actuelle (1950 à aujourd'hui).

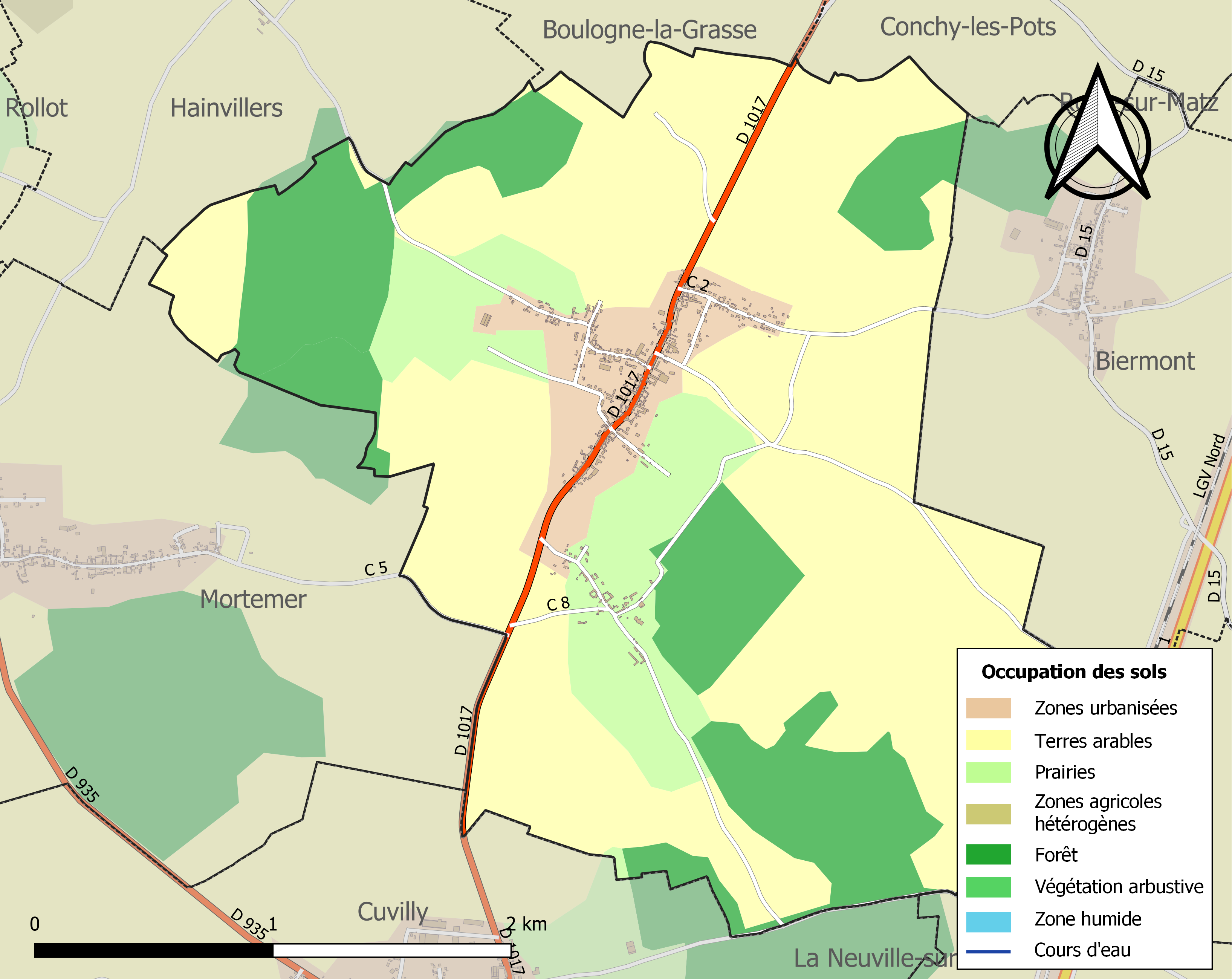
Carte des infrastructures et de l'occupation des sols de la commune en 2018 (CLC).

### Voies de communication et transports
La commune est desservie, en 2023, par les lignes 654, 655, 675, 6301, 6303 et 6334 du réseau interurbain de l'Oise.

## Toponymie
Le nom de la localité est attesté sous les formes Ursum villa (1185) ; Ursi villarensum (1185) ; Ursi villaris (XIIe) ; Ursin villaris (1300) ; Ourviller (vers 1380) ; Orvillers la Mothe (vers 1483) ; Orvilliers (1517) ; Orvillé (1517) ; Orviller (1520) ; Orviller la Mothe (1529) ; Ourvillé (1590) ; Orvillers (1667) ; Orvillers-Sorel (1840).

Sorel est un ancien hameau de la commune d'Orvillers, attesté sous les formes Pierre de Sorel (1152) ; Hugues de Sorel (1237) ; me grange de Sorel (1270) ; Soirel (1468) ; Sorel (1469) ; Château de Sorel (1952).

De l'adjectif de la langue d'oïl sorel « ( sol ) roux , fauve » ou un sobriquet d'après la couleur des cheveux.

## Histoire
Première Guerre mondiale
Orvillers-Sorel fut le lieu d'une offensive allemande du 27 au 31 mars 1918. Le 4e régiment de zouaves participe à la lutte contre cette offensive, arrête l'ennemi et gagne sa 6e citation et la fourragère aux couleurs du ruban de la Légion d'honneur.
Lors de la bataille de l'Aisne, une autre offensive allemande eut lieu sur la zone Orvillers-Sorel/ Cuvilly le 9 juin 1918. Résistant avec acharnement, le 295e régiment d'Infanterie y fut toutefois décimé.

## Politique et administration
| Période                                  | Période                         | Identité        | Étiquette | Qualité |
| ---------------------------------------- | ------------------------------- | --------------- | --------- | ------- |
| Les données manquantes sont à compléter. |                                 |                 |           |         |
| mars 2001                                | 2014                            | Claude Morel    |           |         |
| 2014                                     | En cours (au 21 septembre 2014) | Francis Cormier |           |         |

## Population et société

### Démographie

#### Évolution démographique
L'évolution du nombre d'habitants est connue à travers les recensements de la population effectués dans la commune depuis 1793. Pour les communes de moins de 10 000 habitants, une enquête de recensement portant sur toute la population est réalisée tous les cinq ans, les populations de référence des années intermédiaires étant quant à elles estimées par interpolation ou extrapolation. Pour la commune, le premier recensement exhaustif entrant dans le cadre du nouveau dispositif a été réalisé en 2005.

En 2022, la commune comptait 519 habitants, en évolution de −1,14 % par rapport à 2016 (Oise : +0,87 %, France hors Mayotte : +2,11 %).
| 1793 | 1800 | 1806 | 1821 | 1831 | 1836 | 1841 | 1846 | 1851 |
| ---- | ---- | ---- | ---- | ---- | ---- | ---- | ---- | ---- |
| 688  | 735  | 749  | 725  | 820  | 820  | 764  | 730  | 716  |

| 1856 | 1861 | 1866 | 1872 | 1876 | 1881 | 1886 | 1891 | 1896 |
| ---- | ---- | ---- | ---- | ---- | ---- | ---- | ---- | ---- |
| 648  | 624  | 581  | 553  | 539  | 513  | 525  | 504  | 452  |

| 1901 | 1906 | 1911 | 1921 | 1926 | 1931 | 1936 | 1946 | 1954 |
| ---- | ---- | ---- | ---- | ---- | ---- | ---- | ---- | ---- |
| 440  | 426  | 415  | 424  | 381  | 342  | 336  | 328  | 322  |

| 1962 | 1968 | 1975 | 1982 | 1990 | 1999 | 2005 | 2006 | 2010 |
| ---- | ---- | ---- | ---- | ---- | ---- | ---- | ---- | ---- |
| 300  | 278  | 278  | 291  | 320  | 422  | 501  | 510  | 503  |

| 2015 | 2020 | 2022 | - | - | - | - | - | - |
| ---- | ---- | ---- | - | - | - | - | - | - |
| 534  | 535  | 519  | - | - | - | - | - | - |

#### Pyramide des âges
La population de la commune est relativement jeune.
En 2018, le taux de personnes d'un âge inférieur à 30 ans s'élève à 35,2 %, soit en dessous de la moyenne départementale (37,3 %). À l'inverse, le taux de personnes d'âge supérieur à 60 ans est de 22,5 % la même année, alors qu'il est de 22,8 % au niveau départemental.
En 2018, la commune comptait 255 hommes pour 266 femmes, soit un taux de 51,06 % de femmes, légèrement inférieur au taux départemental (51,11 %).
Les pyramides des âges de la commune et du département s'établissent comme suit.
| Hommes | Classe d’âge | Femmes |
| ------ | ------------ | ------ |
| 0,4    | 90 ou +      | 1,1    |
| 4,2    | 75-89 ans    | 7,7    |
| 18,6   | 60-74 ans    | 13,1   |
| 26,2   | 45-59 ans    | 23,3   |
| 17,5   | 30-44 ans    | 17,9   |
| 15,4   | 15-29 ans    | 19,8   |
| 17,8   | 0-14 ans     | 17,1   |

| Hommes | Classe d’âge | Femmes |
| ------ | ------------ | ------ |
| 0,5    | 90 ou +      | 1,4    |
| 5,5    | 75-89 ans    | 7,6    |
| 15,6   | 60-74 ans    | 16,3   |
| 20,8   | 45-59 ans    | 20     |
| 19,4   | 30-44 ans    | 19,4   |
| 17,6   | 15-29 ans    | 16,2   |
| 20,6   | 0-14 ans     | 19,1   |

## Culture locale et patrimoine

### Lieux et monuments

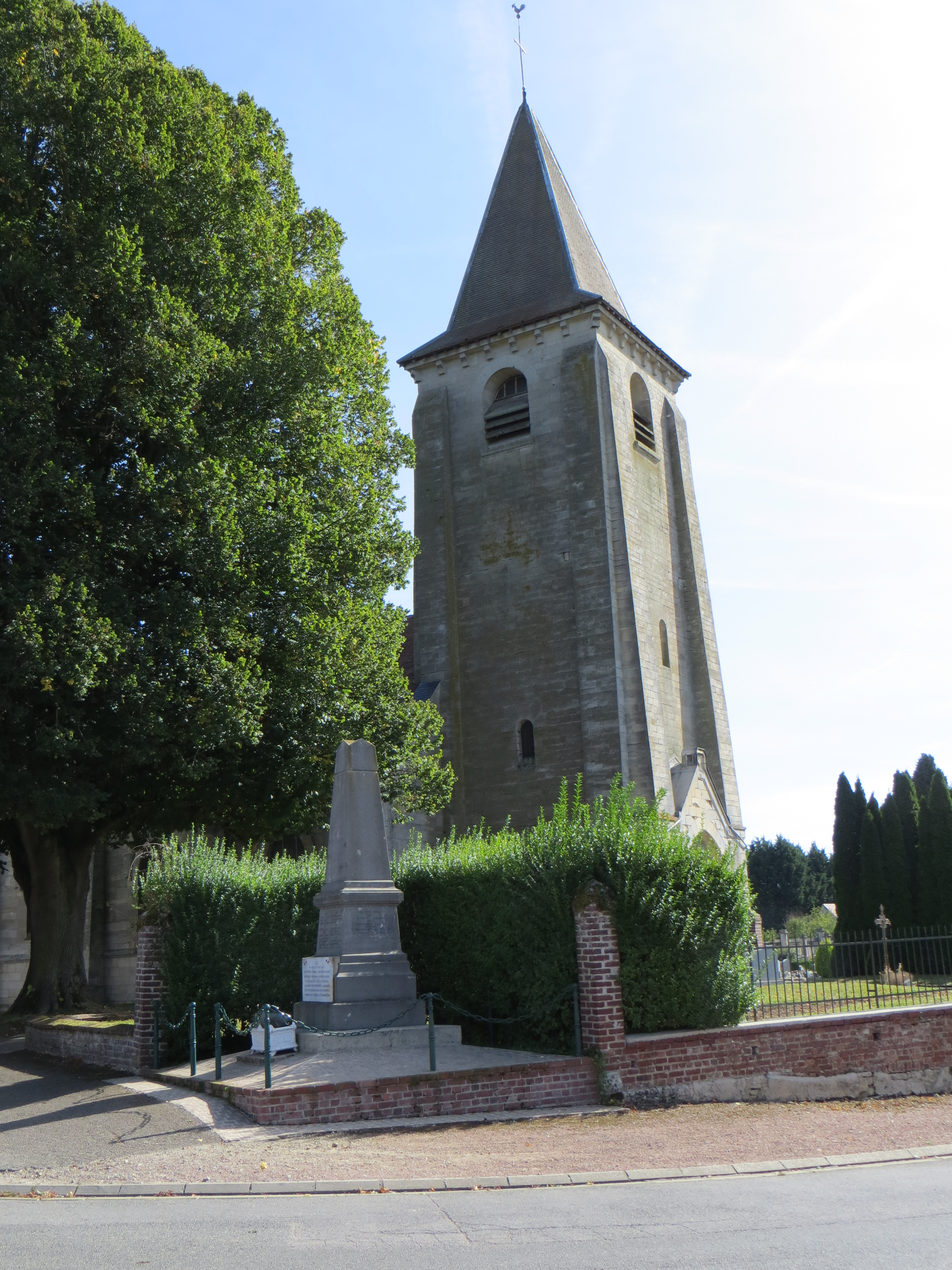
Église Saint-Martin et monuments aux morts - Cloche de l'église sonnant 15 h : Fichier:Orvillers-Sorel - Église Saint-Martin - 15h.ogg

- Église Saint-Martin.
- Chapelle Saint-Claude.
- Château de Sorel

### Personnalités liées à la commune
- Louis de Clermont-Tonnerre est mort héroïquement le 30 mars 1918, comme commandant à la tête de son bataillon de zouaves à Orvillers-Sorel[26].

### Héraldique
| Blason de Orvillers-Sorel | Blason  | D'azur à Saint Martin à cheval partageant son manteau avec un estropié, le tout au naturel. |
| Blason de Orvillers-Sorel | Détails | Le statut officiel du blason reste à déterminer.                                            |